# Bromdichlormethan
Bromdichlormethan ist eine chemische Verbindung aus der Gruppe der aliphatischen, gesättigten Halogenkohlenwasserstoffe (genauer Trihalogenmethane).

## Vorkommen
Bromdichlormethan kommt als Folgeprodukt der Chlorung von Wasser vor. Industriell wird Bromdichlormethan nicht verwendet.

## Eigenschaften und Verwendung
Beim Erhitzen von Bromdichlormethan in Anwesenheit von Sauerstoff oder Reduktionsmitteln und Metallen als Katalysator erfolgt langsame Zersetzung unter Bildung saurer Gase (HCl, HBr). Diese Reaktion lässt sich zur Herstellung langlebiger Halogenlampen nutzen.

## Sicherheitshinweise
Bromdichlormethan ist als Krebserzeugend Kategorie 2 und Keimzellmutagen Kategorie 3B eingestuft.